# Julius Oengo
Julius Oengo (ab 1935 Julius Õngo, Pseudonyme Jaan Oro bzw. Oro; * 3. Märzjul. / 16. März 1901greg. auf dem Bauernhof Pleesi, Harju, Insel Hiiumaa, Gouvernement Estland; † 25. August 1941 in Paldiski, unsicher) war einer der bekanntesten und produktivsten estnischen Kinderbuchautoren der Zwischenkriegszeit. Er schrieb meist unter seinem Pseudonym J. Oro.

## Leben und Werk
Julius Robert Oengo wurde als Sohn des Kapitäns Gustav Oengo (1869–1925) und dessen Ehefrau Helene Piht († 1941) auf der zweitgrößten estnischen Insel Hiiumaa geboren. Oengo besuchte die Grund- und Mittelschulen in Haapsalu (1909–1913) und Tallinn (1913–1917). In Tallinn ging er 1917/18 auf die Abendrealschule.
Anschließend kehrte Oengo in seine Heimat Hiiumaa zurück. Er fand 1918/19 eine Anstellung als Grundschullehrer in Aruküla. 1919/20 war er Lehrer auf dem Festland in Haapsalu. Gleichzeitig legte er 1920 das Berufsexamen für das Lehramt ab. Später war er Lehrer in Tartu. Neben seiner Lehrertätigkeit nahm er von 1920 bis 1922 Kurse an der höheren Kunstschule „Pallas“ in Tartu. Wegen einer Lungenerkrankung konnte er sein Kunststudium nicht abschließen. 1923 zog er in die Stadt Nõmme bei Tallinn.
Anfang der 1920er Jahre begann Oengo mit dem Schreiben von Prosa und Lyrik für Kinder. Von 1923 bis 1934 war er leitender Redakteur der monatlichen Kinderzeitschrift Laste Rõõm („Kinderfreude“). Die Zeitschrift erschien von 1921 bis zur sowjetischen Besetzung Estlands 1940 einmal monatlich. 1927 trat Oengo dem Estnischen Schriftstellerverband (Eesti Kirjanikkude Liit) bei.
Von 1926 bis zu seinem Tod war Oengo Grundschullehrer in Vasalemma bei Tallinn. An dem ehemaligen Gutshaus, in dem sich die Schule befand, erinnert heute eine Gedenktafel an ihn.
Mit der sowjetischen Besetzung Estlands wurde Julius Oengo am 23. August 1941 verhaftet. Sein weiteres Schicksal ist nicht dokumentiert. Er wurde vermutlich kurze Zeit später von seinen Häschern ermordet.

## Werke (Auswahl)

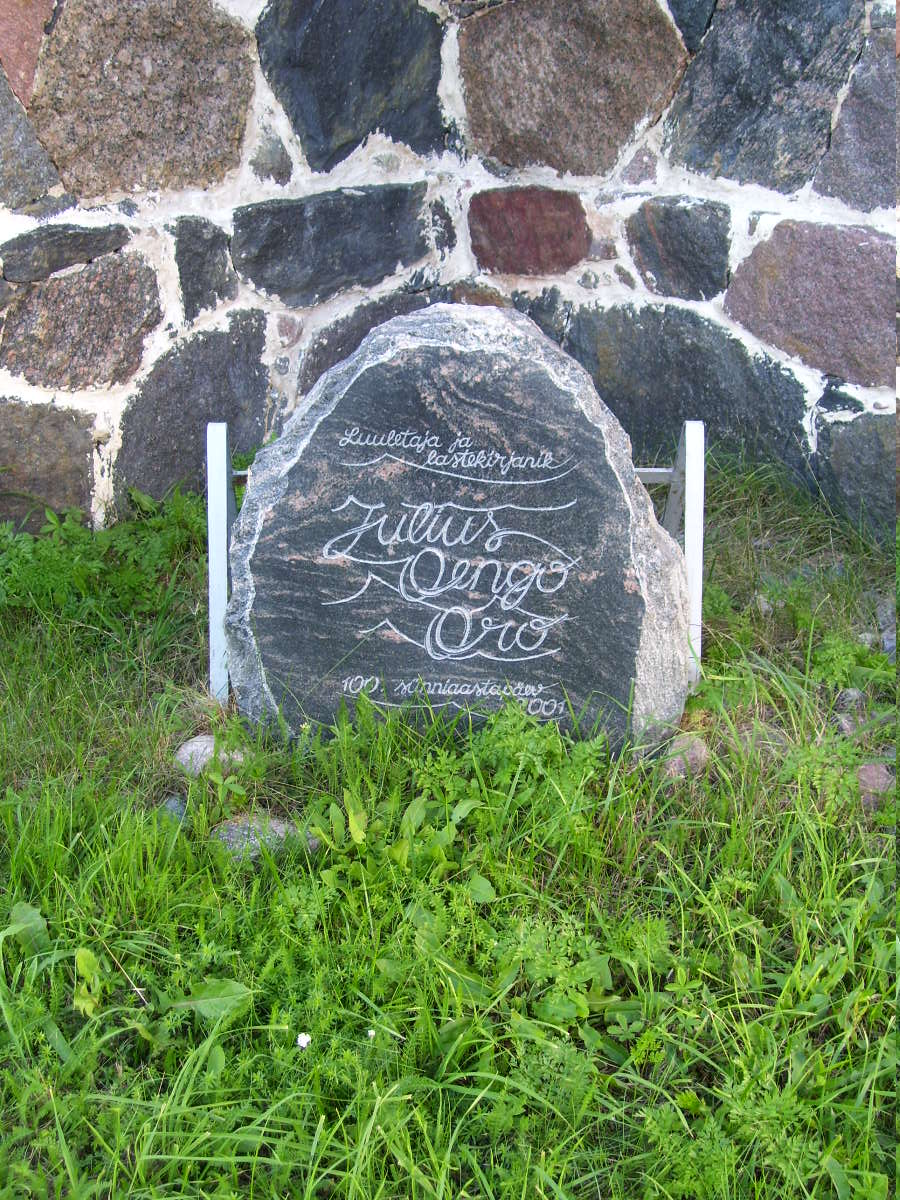
Der zum 100. Geburtstag errichtete Erinnerungsstein für Julius Oengo an der Schule von Kuri auf der Insel Hiiumaa

Julius Oengo ist vor allem als Autor von Geschichten für Kinder und Jugendliche bekannt geworden. Daneben schrieb er über 400 Gedichte für Kinder und Erwachsene. Davon wurden mehr als vierzig vertont. Viele seiner Kindergedichte und -lieder sind heute noch in Estland populär.

### Gedichtsammlungen
- Ööpäev (1921)
- Meie kevad (1922, gemeinsam mit Adele (Ada) Oengo-Johanson)
- Tahkuna (1926, Neuauflage 1995)
- Aegna (1929)
- Hiir rätsepaks (Kinderlyrik-Anthologie, 1967, postum)
- Minu päev (2001, postum)

### Prosa für Kinder und Jugendliche (Auswahl)
- Illi ja Pisi-täts (1924)
- Jõuluõhtu (1925)
- Üle Atlandi (1928, Neuauflage 2001)
- Jahimees Juss
- Karjapoiss Juks
- Kuidas elas Kärdi Kusti
- Hiirepere
- Miisi seiklused
- Muna
- Õhupallid

### Kinderlieder (Auswahl)
- Minu valge hani
- Tiliseb, tiliseb aisakell
- Üle lume lagedale
- Üks mehike elutseb männikus

### Libretto
- Libretto für die Oper Armastus ja surm von Artur Lemba (1931)

## Privatleben
Julius Oengo war zweimal verheiratet: von 1920 bis 1923 mit Elise Kiivramees (1897–1952), dann ab 1923 mit Melanie Kreek (1905–1996), der Schwester des Komponisten Cyrillus Kreek (1889–1962). Oengo hatte insgesamt neun Kinder.
Julius Oengos Schwester war die Pädagogin und Kinderbuchautorin Adele Oengo-Johanson (1896–1963).